# Beautiful Life (album)
Beautiful Life là album thứ hai của Guy Sebastian. Album này được phát hành ngày 18 tháng 10 năm 2004 với nhãn Australia của Sony BMG. Album này được tiếp theo bằng một tua hòa nhạc Úc "The Beautiful Life" của anh. Trong 8 tháng sản xuất ra album này, Sebastian đã đi đến Mỹ và châu Âu để làm việc với những nhà viết bài hát giỏi nhất thế giới, bao gồmg thần tượng Brian McKnight của anh, người mà đã cùng anh viết bài hát 'Wait'. Album này đã đạt được tư các 'Platinum' ở Úc với hơn 70.000 bản được bán ra - mức thấp hơn 420.000 bản album đầu tiên của anh Just as I Am.

## Danh sách các bài hát
1. "Out with My Baby" (Guy Sebastian/Robin Thicke/James Gass)
2. "Kryptonite" (Guy Sebastian/Beau Dozier)
3. "Sweetest Berry" (Jamey Jaz/David Ryan Harris)
4. "Wait" (Guy Sebastian/Brian McKnight)
5. "Back in the Day" (Guy Sebastian/Fredrik "Fredro" Odesjo/Mats Berntoft)
6. "I Wish" (Stevie Wonder)
7. "Anthem of Why" (Guy Sebastian/Karlsson/Pontus Winnberg/Henrik Jonback)
8. "Story of a Single Man" (Guy Sebastian/Julian Bunetta)
9. "How" (Robin Thicke)
10. "Forever with You featuring Mýa" (Guy Sebastian)
11. "Make Heaven Wait" (Jack Kugell/Jamie Jones/Jason Pennock/Martin Kember/David Garcia)
12. "Fiend for You" (Guy Sebastian/Robin Thicke/Robert Daniels/James Gass)
13. "Oh Oh" (Guy Sebastian/Jarrad Rogers)
14. "Beautiful Life" (Guy Sebastian/Jarrad Rogers/Rahsaan Patterson)

Bản mẫu:Guy Sebastian